# Nikolaj Velimirović

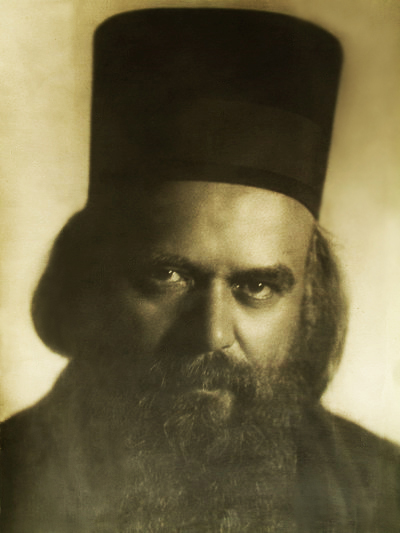
Bischof Nikolaj (1930er-Jahre)

Nikolaj Velimirović (serbisch-kyrillisch Николај Велимировић * 23. Dezember 1880jul. / 4. Januar 1881greg. als Nikola Velimirović in Lelić, Fürstentum Serbien, Osmanisches Reich; † 18. März 1956 in South Canaan, Pennsylvania, Vereinigte Staaten) war der serbisch-orthodoxe Bischof von Žiča (1919–1921 und wieder ab 1934) und Ohrid (1921–1934). Er wurde am 19. Mai 2003 von der Serbisch-Orthodoxen Kirche heiliggesprochen.
Velimirović gilt als einer der Mitbegründer der politischen Ideologie des serbischen „Nationalismus des heiligen Sava“. In seiner gleichnamigen Schrift (1935) pries er Adolf Hitler, verglich ihn hinsichtlich seiner Bedeutung mit dem heiligen Sava und lobte dessen Bestrebung zur Schaffung einer „deutschen Nationalkirche“. Velimirović gilt als einer der Inspiratoren der serbischen faschistischen ZBOR, die in Serbien während des Zweiten Weltkriegs mit Nazi-Deutschland kollaborierte, und war persönlicher Freund des Parteichefs und Faschistenführers Dimitrije Ljotić. Bis heute wird er häufig wegen seiner antisemitischen Positionen kritisiert. Um die wachsende religiöse Indifferenz in der serbischen Bevölkerung, die Aktivitäten der Adventisten und die Ausbreitung des Kommunismus zu bekämpfen, förderte Velimirović mit Billigung der Synode der serbisch-orthodoxen Kirche die Bogomoljci-Bewegung.
Einen der zentralen Punkte in Nikolajs Gedankenwelt bildet die Kritik des Humanismus, der europäischen Zivilisation, des materialistischen Geistes u. ä. in Europa, die er als großes Übel bezeichnete. Er war tief beeindruckt von der serbischen mittelalterlichen Geschichte zur Zeit der Nemanjić-Dynastie, die nach seiner Ansicht das Paradigma der serbischen Gegenwart werden sollte.

## Leben

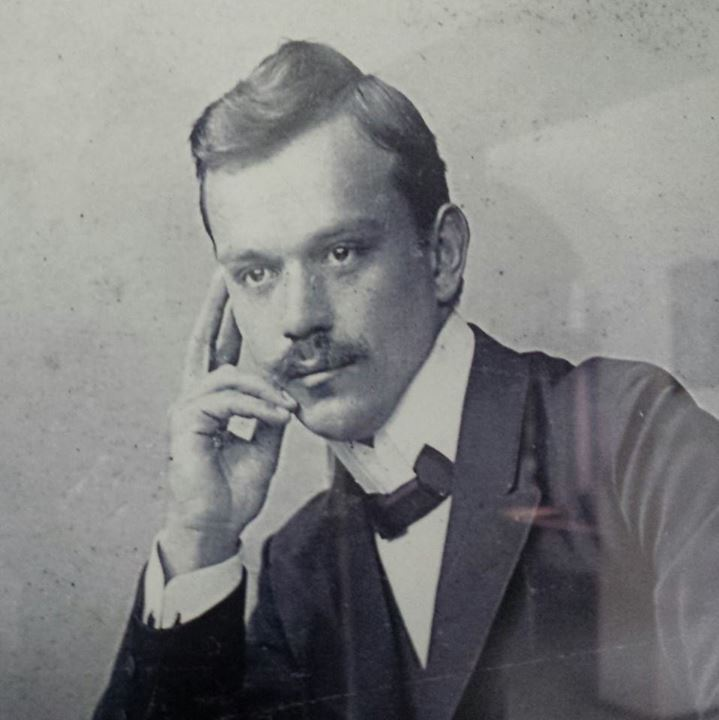
Nikola Velimirović als Student

Velimirović wuchs in einer frommen Familie in dem kleinen serbischen Dorf Lelić bei Valjevo auf. Schon früh wirkte er im Kirchenleben mit und beschloss angeblich mit elf Jahren, Mönch zu werden. Er besuchte die Priesterschule in Belgrad, wo er schon damals wegen seiner Redekunst bemerkt wurde. 1906 bis 1908 studierte er an der Altkatholischen Fakultät der Universität Bern, wo er 1910 die Doktorwürde in Theologie als auch in Philosophie erlangte. Bei einem längeren Aufenthalt in Oxford, England, entwickelte er eine tiefe Freundschaft zur anglikanischen Kirche, die er später pflegen sollte. So war er auch der erste Nichtanglikaner, der in der St Paul’s Cathedral predigte. 1909 kehrte er nach Belgrad zurück und wurde Mönch.
Um den starken nichtorthodoxen Einfluss auf Velimirović einzudämmen, schickte ihn der damalige Belgrader Erzbischof und spätere Patriarch Dimitrije Pavlović zum Studium an der orthodoxen Fakultät der Universität von Sankt Petersburg in Russland. 1911 wurde er als Supplent (Hilfslehrer) an die Theologische Priesterseminarschule in Belgrad berufen. Während der beiden Balkankriege wirkte Velimirović 1912/13 als Seelsorger und half Kranken, Armen und Leidenden.

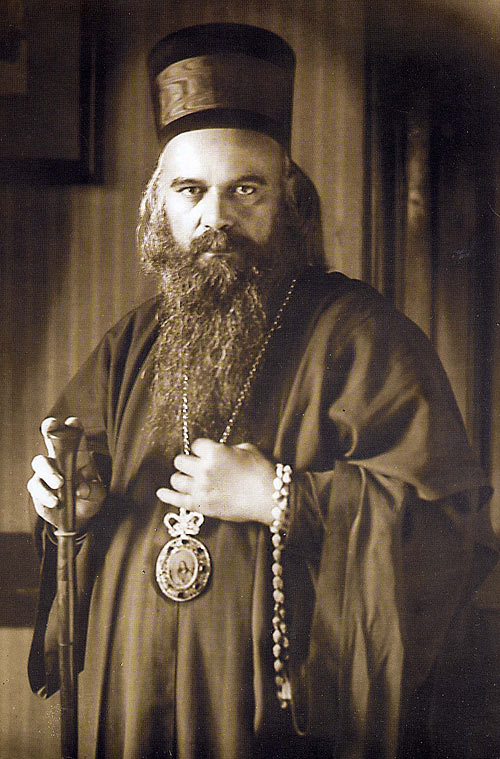
Velimirović als Bischof

Aus diplomatischen Gründen schickte ihn die serbische Regierung 1915 in die USA, wo er während des Ersten Weltkrieges gemeinsam mit Nikola Tesla und Mihajlo Pupin das serbische und jugoslawische Anliegen verteidigte. 1919 wurde Velimirović schließlich zum orthodoxen Bischof bestellt. Im gleichen Jahr schuf er die Bewegung der „Bogomoljci“ (Gottesanbeter), eine geistliche Bewegung von frommen Laien aus dem einfachen Volk. In den 1930er Jahren, auf dem Höhepunkt seiner Karriere als Prediger, trat er als die Hauptfigur und Stimme der Orthodoxie im Königreich Jugoslawien auf.
Velimirović war ein Verfechter einer Gesellschaft, die auf christlich-orthodoxen Traditionen und einer Monarchie gründen sollte. Als Antwort auf die zunehmende Verbreitung von faschistischen und rechtsnationalen Ideen im Europa der Zwischenkriegszeit begründete er den so genannten „christlichen Nationalismus“, den er dem „ethnischen Nationalismus“ entgegensetzen wollte. In seinem christlichen Nationalismus forderte er eine Rückbesinnung auf christliche Werte, die er als nationales und kulturelles Fundament insbesondere der Serben betrachtete. Mit dieser Art von Vaterlandsliebe versuchte Velimirović über nationale Unterschiede hinauszugehen. Das Bekenntnis zur Monarchie als einer Gott gefälligen politischen Ordnung stand dabei im Zentrum. Er prangerte Faschismus, Kommunismus und Rechtsnationalismus sowie die kritiklose Übernahme fremder Modeerscheinungen als weltlichen Unfug an.

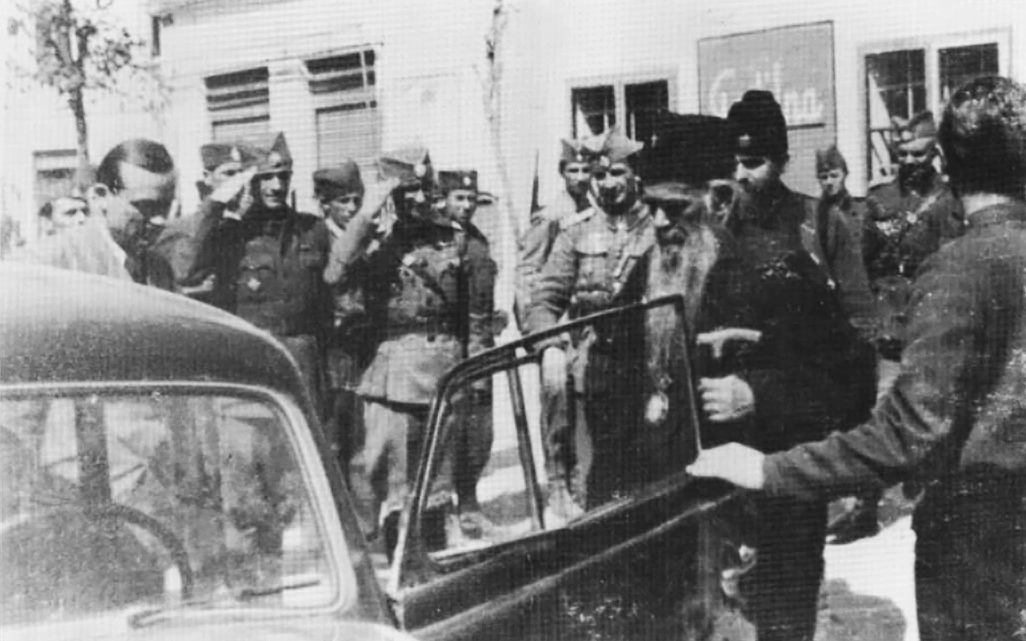
Bischof Nikolaj nach einer Visite des Serbischen Freiwilligen-Korps mit hochrangigen Offizieren der Einheit im slowenischen Ilirska Bistrica, 1945.

Velimirović und der Patriarch der serbisch-orthodoxen Kirche Gavrilo Dožić, die in diesen Zeiten als die einflussreichsten Vertreter der serbischen Orthodoxie galten, wurden im Juli 1941 von der deutschen Besatzungsmacht in verschiedenen Klöstern unter Hausarrest gestellt. Die Besatzer hegten Misstrauen gegen die Geistlichen, da sie 1941 den jugoslawischen Putsch unterstützt hatten und mit den Tschetniks sympathisierten. Gleichzeitig kamen die Antikommunisten für eine mögliche zukünftige Kollaboration in Frage. Am 14. September 1944 wurden sie als „Ehrenhäftlinge“ in das Konzentrationslager Dachau eingewiesen, aus dem Velimirović bereits im Dezember entlassen wurde. Velimirović’ angeblich im KZ erlittene Folter (die er selbst nie bestätigt hat) ist eine Legende seiner Bewunderer und Schüler (darunter sein Neffe Jovan Velimirović und die Bischöfe Amfilohije Radović und Atanasije Jevtić).
Die „Jugoslawische Nationalarmee“, ein Verbund aus nach Istrien geflohenen Ljotić-Anhängern, Tschetniks des „Vojvoden“ Momčilo Đujić (der später in die USA emigrierte) und des von Mihailović abgefallenen „Generals“ Damnjanović sowie slowenischen Domobranci, hatte sich den Kampf gegen die kommunistischen Partisanen zur Aufgabe gemacht. Sie versuchte, Kontakte zu den westlichen Alliierten aufzubauen, und rief den im Londoner Exil weilenden jugoslawischen König Peter II. auf, nach Slowenien zu kommen. Ljotić verunglückte im April 1945 bei einem Autounfall in Slowenien tödlich, und Velimirović wurde in das KZ Dachau zurückgeführt und dann gemeinsam mit dem serbischen Patriarchen nach Kitzbühel verlegt, wo sie am 8. Mai 1945 von der 36. US-Division befreit wurden.

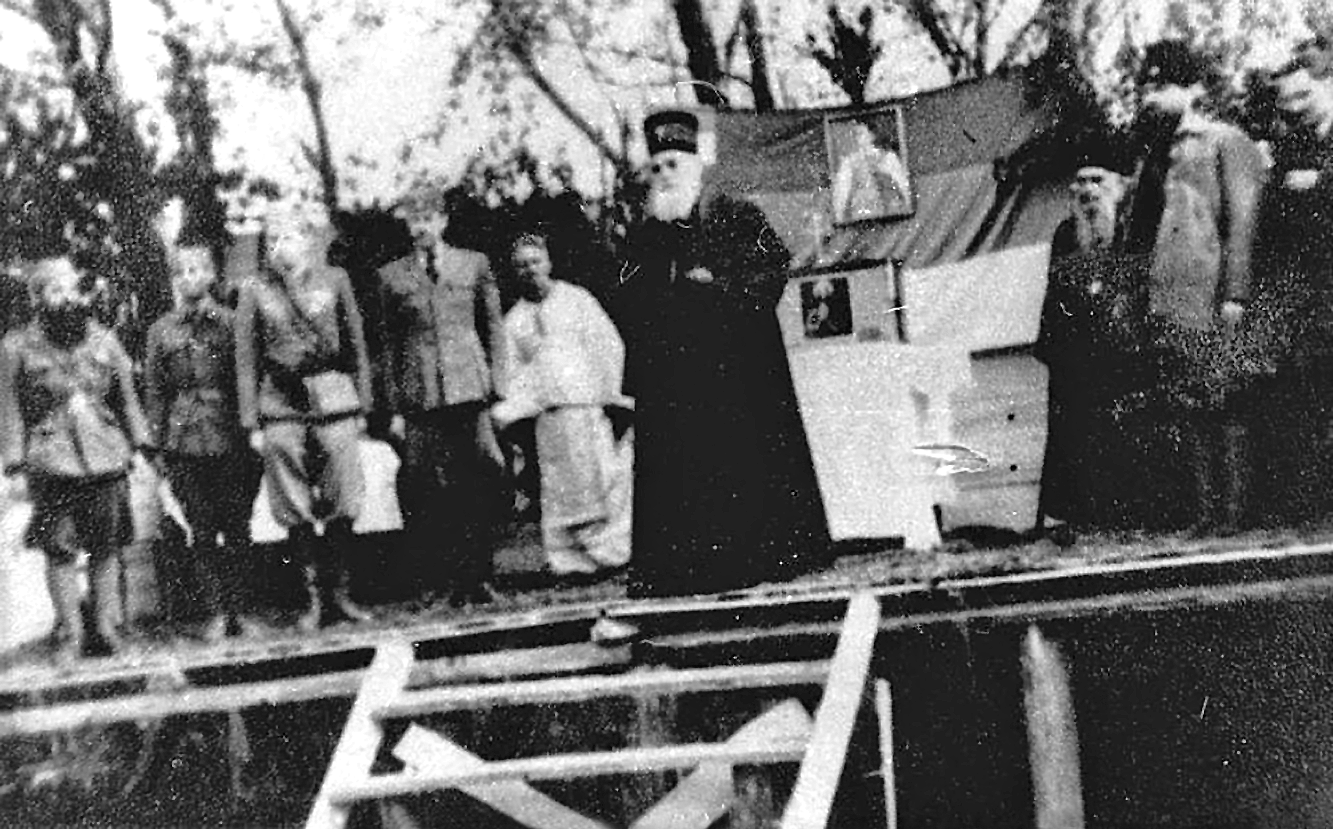
Der serbisch-orthodoxe Patriarch Gavrilo (Mitte) in Slowenien, 1945. Rechts von ihm Bischof Nikolaj Velimirović, Tschetnik-Vojvode Momčilo Đujić und Faschistenführer Dimitrije Ljotić. Links von ihm Milan Cvjetićanin, der Kommandeur des bosnischen Tschetnik-Korps „Gavrilo Princip“ und Miodrag Damjanović, General des Serbischen Freiwilligen-Korps u. a.

Anders als der Patriarch kehrte Velimirović nicht in das nun kommunistische Jugoslawien zurück, sondern emigrierte 1946 in die USA. Dort wurde er zum Sprachrohr der serbischen Emigranten, die an der Monarchie festhielten und das neue politische System ablehnten.
Nikolaj Velimirović starb in den USA am 18. März 1956 und wurde in einem serbisch-orthodoxen Kloster bei Libertyville (Illinois) beigesetzt. Am 3. Mai 1991 erfolgte die Überführung seiner Gebeine in seinen Geburtsort Lelić in Serbien, gemäß seinem Vermächtnis, dass seine sterblichen Überreste in seiner Heimat begraben werden sollten.

## Würdigung in Serbien
Obwohl Velimirović einen erheblichen Teil seines Lebens in westlichen Ländern verbrachte, sind sein Leben und Wirken, auch sein literarisches Schaffen vor allem in nicht-orthodoxen Kreisen wenig bekannt. Dabei ist Bischof Nikolaj einer der einflussreichsten Persönlichkeiten der neueren serbischen Geschichte. So gelten seine Ideen auch heute noch innerhalb der serbisch-orthodoxen Kirche und der serbischen Politik als sehr einflussreich. Velimirović genießt innerhalb Serbiens größte Anerkennung und gilt als eine der wichtigsten religiösen Persönlichkeiten seit dem Mittelalter. Seine Bücher sind in serbischen Buchläden weit verbreitet und wurden allein in den letzten zehn Jahren über eine Million Mal verkauft. In der ersten Hälfte des 20. Jahrhunderts war Nikolaj Velimirović, Bischof von Ohrid und Žiča, einer der angesehensten serbischen Geistlichen, berühmt für sein Charisma, seine Ausdrucksstärke und Begabung. Sich selbst bezeichnete er oftmals als einen „narodni radnik“, einen Arbeiter für das Volk.
Viele orthodoxe Serben verehren Nikolaj Velimirović schon lange als Heiligen. Die offizielle Heiligsprechung seitens der orthodoxen Kirche erfolgte aber erst 2003 unter dem Patronat des ökumenischen Patriarchen Bartholomäus. Als Gedenktage für den Heiligen wurden der 18. März (Todestag) und der 3. Mai (Translation) im Kalender der serbisch-orthodoxen Kirche festgesetzt.

## Kontroversen
Velimirović ist heute politisch sehr umstritten, da ihm vorgeworfen wird, er habe in den 1930er Jahren in seinen Schriften antisemitische Thesen vertreten. 1985 wurde von serbischen Migrantenkreisen in Linz ein Buch veröffentlicht, das er während der Kriegsjahre in der Zeit seiner Anhaltung in Dachau verfasst haben soll, unter dem Titel Srbima kroz tamnički prozor (Worte an das serbische Volk durch ein Kerkerfenster), in dem er die Schuld am Kriege den verschiedenen „antichristlichen“ Ideologien in Europa und der Abwendung der Völker vom Christentum zuschrieb. Hinter den Weltanschauungen wie Demokratie, Sozialismus, Pazifismus, Kapitalismus oder Kommunismus sah Velimirović bzw. der Verfasser das Wirken der Juden, die im Dienste des Teufels stehen. Über die Authentizität des Buches herrscht heute in serbischen Kirchenkreisen und darüber hinaus eine starke Diskussion, da die Befürworter der Authentizität des Buches meist radikalpolitische oder antikirchliche Positionen vertreten, während die Gegner darauf hinweisen, dass es vom Buch kein Original gibt, außerdem sei ihnen die Legende über die Entstehung des Buches nicht glaubwürdig (das Buch soll im KZ Dachau auf Toilettenpapier geschrieben und von Velimirović über Jahrzehnte mitgeschleppt worden sein), noch entspreche der Inhalt der bekannten politischen Haltung von Velimirović, der zeit seines Lebens als Anglophiler bekannt war, während im Buch England, welches sich „in den Klauen der Juden“ befände, als die Wurzel alles Übels der Welt angesehen wird.
Diejenigen, die sich mit dem Antisemitismus Velimirovićs schwertun, weisen auch auf den Fall Ela Trifunović geb. Neuhaus hin, eine Jüdin, die mit ihrer Mutter von Velimirović 18 Monate lang im Kloster Ljubostinja versteckt gehalten wurde. Ela Trifunović verfasste 2001 einen Brief an die serbische Öffentlichkeit, in dem sie damaligen Antisemitismus-Vorwürfen gegen Velimirović entgegentrat.

## Schriften (Auswahl)
- Glaube an die Auferstehung Christi. theol. Dissertation, Bern 1908.
- Französisch-slawische Kämpfe in der Bocca di Cattaro 1806-1814. philos. Dissertation, Bern 1910.
- Religija Njegoševa. Belgrad 1911.
- Iznad greha i smrti. Besede i misli. Belgrad 1914.
- Serbias place in human history. London 1915 (englisch).
- Serbia in light and darkness. London 1916 (englisch).
- Molitve na jezeru. Belgrad 1922 (In deutscher Übersetzung unter dem Titel Gebete am See. 2004).
- Ohridske prolog. Niš 1928 (In deutscher Übersetzung unter dem Titel Der Prolog von Ochrid. Verlag Johannes A. Wolf, Apelern 2009, ISBN 978-3-937912-04-2).
- Gedanken über das Gute und Böse (Aphorismen). Zürich 1932.
- Nacionalizam Svetog Save [Der Nationalismus des heiligen Sava]. In: San o Slovenskoj Religiji [Der Traum von einer slawischen Religion]. Belgrad 1935 (Neuauflage Belgrad 2001).
- Čiji si ti malo narode srpski? [Wohin gehörst du, kleines serbisches Volk?] Belgrad 1939 (Neuauflage Belgrad 2001).
- Vojna i Biblija. Novi Sad 1940.
- Tri molitve u sevici nemačkih bajoneta. Wien 1945.
- Emanuil: s name bog. Eboli 1947.
- Pobedioici smrti: pravoslavna čitanja za svaki dan godine. Hannover 1949.
- Zemlja nedođija: jedna moderna bajka. 1950.
- Pesme molitvene. München 1952.
- Kasijana. Nauka o hriščanskom pojmanju ljubavi. München 1952.
- Divan: nauka o čudesima. München 1953.
- Vera svetih. Katihizis Istočne pravoslavne crkve [Der Glaube der Heiligen: Katechismus der Orthodoxen Kirche]. Belgrad 1968 (In deutscher Übersetzung unter dem Titel Der Glaube der orthodoxen Christen. 2008).
- Sabrana dela. 12 Bände, Düsseldorf 1976 ff.
- Izabrana dela. 10 Bände, Valjevo 1997 ff.

Im Jahr 1960 trug der Patriarch der Serbisch-orthodoxen Kirche German (1899–1991) die Entscheidung des Synods mit, Velimirovićs Ohridske prolog (Der Prolog von Ochrid) aus dem Jahr 1928 neu aufzulegen. Nachdem zwei Druckereien den Auftrag abgelehnt hatten, konnte das Buch nur veröffentlicht werden, nachdem der gesamte Text durchgesehen, zweideutige Stellen und Velimirovićs Name gestrichen und der Titel auf Žitije Svetih (Das Leben der Heiligen) geändert war.
Nach dem Ende des kommunistischen Regimes erschienen in Jugoslawien zahlreiche Schriften von Velimirović neu. In deutscher Sprache liegen mittlerweile einige Übersetzungen vor, wie Der Prolog von Ochrid oder die Gebete am See.
In seinem nach dem Zweiten Weltkrieg verfassten Roman „U Zemlji Negođiji“ (freie Übersetzung: Im Lande des Unmutes) kommt seine politische Einstellung noch einmal zum Ausdruck, wo der Hauptheld in den Reihen des Draža Mihailović gegen die faschistischen Besatzer kämpft und zu Gott für die Errettung der Serben von den Gottlosen betet.